# Ahmad Fouad Mohieddin
Ahmad Fouad Mohieddin (1926 - 5 juin 1984) est un homme d'État égyptien. Il a été Premier ministre du 2 janvier 1982 au 5 juin 1984.